# Giuseppe Gandolfo

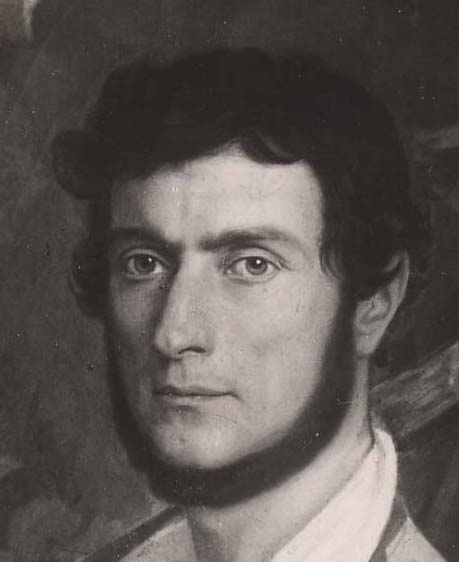
Giuseppe Gandolfo: Selbstporträt (1840)

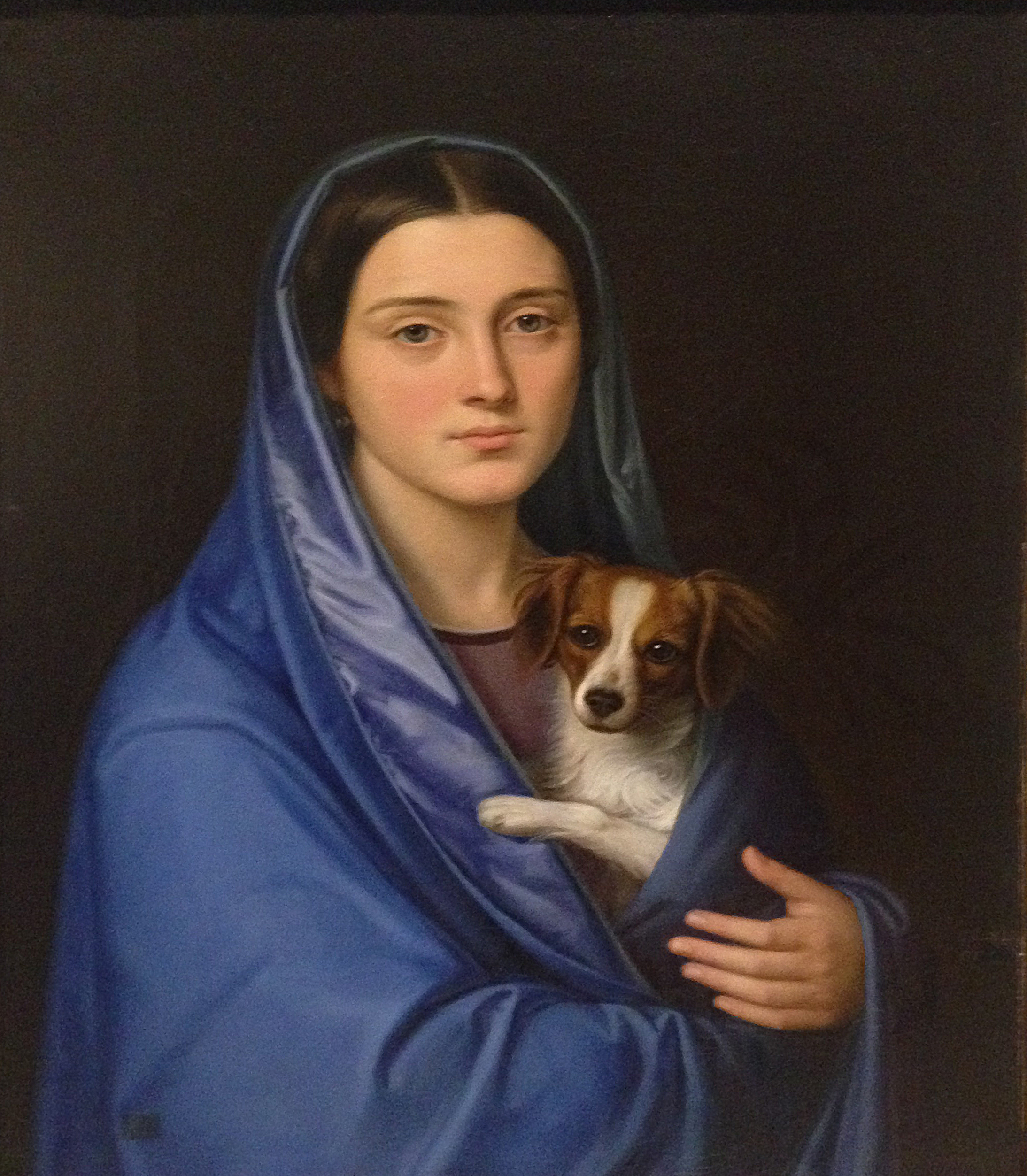
Die Nichte Clementina in den Sammlungen des Castel Ursino

Giuseppe Gandolfo (* 28. August 1792 in Catania; † 13. September 1855 ebenda) war ein italienischer Maler auf Sizilien.

## Leben
Nach einem kurzen Literaturstudium und einer Ausbildung zum Ziseleur ging Gandolfo 1819 nach Rom, wo er bei Giuseppe Errante studierte. 1820 wechselte er zum klassizistischen Maler Pietro Benvenuti in Florenz. In Florenz betätigte sich Gandolfo als Kopist von Gemälden der Renaissance.
In diesem Zusammenhang erhielt er Aufträge vom Großherzog der Toskana Ferdinand III., dem britischen Botschafter und von zahlreichen Adligen.
Um 1823 ging er zurück nach Catania, wo er hauptsächlich als Porträtist arbeitete.
Zu seinen Schülern zählen Giuseppe Sciuti und der Neffe Antonino Gandolfo.

## Werke (Auswahl)
- Museo Civico di Castello Ursino (Catania): Porträt Carmelo Mirone (1839) und Anna Brancaleone (1835)
- Pinacoteca Zelantea (Acireale): „Porträt Emanuele Rossi“ und eine Mondlandschaft
- Universität von Catania: „Porträt Giuseppe Gioeni“
- Dom von Giarre:Das Wunder des Heiligen Isidorus Agricola (1841)